# Csókakő
Csókakő é um município da Hungria, situado no condado de Fejér. Tem 10,92 km² de área e sua população em 2015 foi estimada em 1.356 habitantes.